# Colonia administrativa

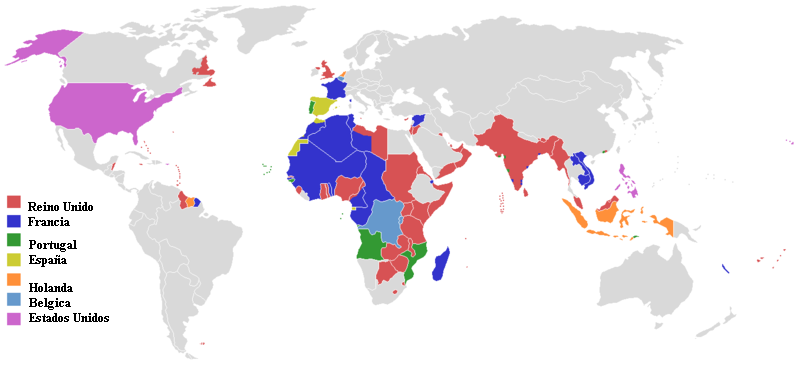
Diferentes colonias en 1945

En política, una colonia puede ser, o un asentamiento o forma de poblamiento (dado hasta el siglo XIX), o bien un territorio sujeto a la administración y gobierno de un país remoto, llamada metrópolis (siglo XIX). En una situación colonial, los nativos del territorio colonizado carecen de autonomía —aunque pueden estar políticamente representados en cuerpos gubernamentales— y están sujetos a la soberanía del gobierno metropolitano.
Gran parte de África, América y distintas partes de Asia fueron colonias de las potencias europeas durante siglos, hasta que las guerras de independencia del siglo XIX y el proceso de descolonización auspiciado por las Naciones Unidas inmediatamente después de la Segunda Guerra Mundial permitieron a los territorios ganar su independencia. Aunque la denominación de posesiones de ultramar contiene a un buen número de entidades sujetas a un estatus jurídico similar.
El término colonia tiene su origen en la colonia antigua romana, un tipo de asentamiento romano. Derivado de colon-us (agricultor, cultivador, plantador o colono), conlleva el sentido de 'granja' y 'finca'.
Además, el término se utilizaba para referirse a la antigua apoikia griega (en griego antiguo: ἀποικία, lit. 'casa lejos de casa'), que eran asentamientos en ultramar de antiguas ciudades-estado griegas. La ciudad que fundaba un asentamiento de este tipo se conocía como metrópolis ("ciudad-madre"). Desde principios de la era moderna, historiadores, administradores y politólogos han utilizado el término "colonia" para referirse principalmente a los diferentes territorios de ultramar de los estados europeos en particular entre los siglos XV y XX CE, con colonialismo y descolonización como fenómenos correspondientes.
Aunque las colonias a menudo se desarrollaron a partir de puestos comerciales o reclamaciones territoriales, tales áreas no necesitan ser un producto de la colonización, ni convertirse en territorios organizados colonialmente. Además, los territorios no necesitan haber sido conquistados militarmente y ocupados para caer bajo el dominio colonial y ser considerados colonias de facto, sino que la explotación neocolonial de la dependencia o el uso imperialista del poder para intervenir para forzar la política puede hacer que un territorio sea considerado una colonia, lo que amplía el concepto, incluyendo gobierno indirecto o estado títere, en contraste con tipos más independientes de estados clientes como estado vasallo. Posteriormente, algunos historiadores han utilizado el término colonia informal para referirse a un país bajo el control de facto de otro Estado. Aunque la ampliación del concepto suele ser polémica.
Los países europeos que tuvieron más colonias a lo largo de la historia fueron:
Reino Unido (130), Francia (90), Portugal (52), España (44), Países Bajos (29), Alemania (20), Rusia (17), Dinamarca (9), Suecia (8), Italia (7), Noruega (6) y Bélgica (3).
En la actualidad, colonia es generalmente distinguida de una posesión de ultramar:
- En una colonia, la población local, al menos la parte de ella que no proviene de la metrópoli, no goza de plenos derechos de ciudadanía[1]. Los procesos políticos son generalmente restringidos, especialmente se excluye las cuestiones relativas a la independencia. En este caso, hay colonos del país dominante y a menudo las propiedades en manos de los pueblos indígenas del lugar son escasas. Los sistemas legal, religioso, etc. son impuestos y en algunos casos la población local ha sido esclavizada o aún sometida a genocidio.
- En el caso de una posesión de ultramar, los ciudadanos son formalmente iguales con respecto a los de la metrópoli, les está permitido formar movimientos pro independencia, pero para obtenerla deben lograr una mayoría, por ejemplo en un referéndum. Sin embargo, en algunos casos los colonos de la metrópoli pueden superar en número a los indígenas de la posesión de ultramar y por lo tanto es posible que el territorio no logre independizarse en contra de los deseos de sus habitantes indígenas.

## Concepto de colonia en la antigüedad
Las colonias en el sentido de ciudad plantadora o ciudad hija ya existían en la Antigüedad. Aparte de los fenicios, destacaron sobre todo los griegos. Las ciudades griegas del Egeo, en particular, fundaron varias colonias (más correctamente: Apoikies) en Asia Menor, en la región occidental del Mediterráneo (por ejemplo Siracusa en Sicilia, Cirene en el norte de África, Nápoles en Italia, Marsella en el sur de la Galia) y en la zona del Mar Negro. Éstas se independizaron políticamente de las ciudades madre, pero permanecieron parcialmente conectadas a las ciudades madre de la Grecia a través de las relaciones comerciales y los contactos religiosos; por otra parte, se produjeron guerras entre una apoikie ("asentamiento") y su metrópolis. La situación era diferente con los clerucos, que Atenas (que por lo demás no participó en la verdadera colonización griega) en el siglo V a. C.
Los habitantes de una colonia del Imperio Romano se caracterizaban sobre todo por el hecho de que debían renunciar a la ciudadanía romana o a la reivindicación de la misma; las coloniae se fundaron sobre todo en el período inicial de la expansión romana para poder controlar de forma permanente las tierras recién conquistadas. Sin embargo, incluso en el contexto romano hay que tener en cuenta que, a diferencia del concepto moderno de colonia, no se trataba de un territorio sino de una ciudad.
Sin embargo, el concepto moderno de colonia sólo puede aplicarse con precaución a las condiciones antiguas. El historiador antiguo Moses I. Finley fue crítico desde el principio con la aplicación del concepto actual de colonia a los estados antiguos (Finley 1976, p. 167 y ss.) y afirmó en relación con el asentamiento griego de Sicilia:
La palabra "colonización" utilizada habitualmente por los historiadores para describir este proceso es en realidad engañosa, ya que sugiere el establecimiento de comunidades dependientes en ultramar. La emigración hacia el oeste desde Grecia fue sin duda un movimiento organizado, equipado, armado y planificado por varias "ciudades madre", pero desde el principio el efecto, de hecho -por lo que podemos decir- la intención de este movimiento no era colonizar el país; más bien, los hombres de las ciudades madre debían ser alentados, de hecho a veces obligados, a trasladarse a nuevas comunidades distintas e independientes.
Para evitar problemas con el concepto colonial moderno, es común hablar, por ejemplo, no de una "colonia de Corinto", sino de una "fundación de Corinto", una "apoikia corintia" o una "fundación por colonos corintios" al describir estas antiguas colonias de origen griego. Los romanos, como se ha mencionado, también conocían este principio: con ellos eran los soldados que habían dejado el servicio militar los que recibían tierras para cultivar en los territorios conquistados y fundaban colonias como colonos (en latín colonus). El nombre de la ciudad de Colonia, por ejemplo, deriva directamente del latín colonia.

## Formas de expansión
Para poder clasificar correctamente el término, es necesario notar las distintas formas de expansión que son adyacentes al concepto de colonia y de las que hay que distinguirlo:
- Emigración total (Éxodo). Los pueblos abandonan su patria y ocupan otra zona sin que un centro de control permanezca en la antigua patria. Esto ocurrió en el Período de las grandes migraciones y durante la Gran Marcha del siglo XIX, cuando los bóeres del Cabo se trasladaron al Orange Free State y al Transvaal. Los bóeres permanecieron en el Cabo, pero no tuvieron ninguna influencia de control sobre los emigrantes.[6]
- Emigración individual, la clásica emigración. Suele ocurrir por razones económicas o ideológicas. A diferencia de la emigración total, las sociedades que quedan atrás permanecen intactas. Los emigrantes no crean nuevas colonias con una relación de dependencia, sino que se integran en las sociedades receptoras. Allí suelen formar enclaves en la nueva sociedad, como los Chinatowns de las ciudades americanas, las banlieues de las grandes ciudades francesas o algunos barrios de grandes ciudades alemanas como Berlín o Colonia[6]. La voluntariedad no es una característica necesaria. Puede tratarse de emigraciones forzadas, como la emigración de los hugonotes o el reasentamiento de africanos en el curso de la trata de esclavos.
- La colonización fronteriza. Esto se entiende como la apertura de la tierra para el uso humano, el desplazamiento de la frontera cultural hacia lo salvaje. Por lo general, esto no está asociado a la formación de unidades políticas independientes. Un ejemplo es la expansión de las zonas agrícolas a expensas de los pueblos pastores de Asia interior por parte de los chinos Han en el siglo XIX y principios del XX. Asimismo, la apertura del continente americano desde la costa este y la apertura de las rusias asiáticas desde finales del siglo XIX entran dentro de esta categoría.
- La "colonización mediante colonia de ultramar". Por ultramar se entiende únicamente la separación de la patria por una distancia mayor a través de un mar. Ejemplos típicos de esto son las "ciudades de plantación" de la antigüedad más allá de un mar, sin gran esfuerzo militar, de fenicios y griegos. Aquí, los problemas de transporte a través de largos tramos de mar dieron lugar a comunidades independientes. Los inicios de la colonización inglesa de América del Norte también entran en esta categoría (Plantaciones).[7] Se esforzaron por lograr la autosuficiencia. La tierra se consideraba sin dueño. La población indígena no fue sometida y convertida en súbditos, como en las posesiones españolas en América, sino que se la hizo retroceder por la fuerza. Los hábitats permanecieron separados.[6]
  - Se distinguen tres tipos:
  - Tipo I.: El Nuevo Inglés Tipo. Una población inmigrante agraria coloniza una tierra con sus propias fuerzas y hace retroceder a la población autóctona. Así es como surgieron asentamientos europeos homogéneos en América del Norte.
  - El tipo II está representado principalmente en África. Una minoría de colonos somete a una sociedad agrícola ya intacta, se apodera de la propiedad de sus tierras y sigue empleando a los anteriores amos como sirvientes. De este modo, siguen dependiendo de la población local. No se busca la autarquía, que en principio debe conducir a la inestabilidad. Algunos ejemplos son Argelia, Sudáfrica, Kenia ( Mosley p. 5 y ss., 237).
  - Tipo III: Se trata de la economía de plantación dirigida por unos pocos inmigrantes a través de esclavos, tal y como se practicaba en el Caribe, donde en 1770 los negros constituían el 90% de la población total (los Estados del Sur americanos el 40%, los Estados del Norte el 20%) (Fogel p. 30 ).

- Las guerras de conquista para la construcción de imperios son el Romano forma de expansión. Una nación somete a otra. El centro del poder sigue siendo la capital de la patria. Sin embargo, esto no conduce necesariamente a un imperio unificado permanente. La expansión árabe-musulmana en el siglo VIII dio lugar rápidamente a centros de poder independientes. Lo mismo ocurre con el imperio de Genghis Khan. El Imperio Británico se desarrolló en tres entidades políticamente distintas, los Dominios blancos, las colonias (Dependencias) y la India Imperial. En general, la organización social y doméstica existente se mantuvo y se adaptó a las necesidades. El objetivo principal era la explotación económica mediante el cobro de tributos. Por ello, se introdujo una nueva legislación fiscal lo antes posible. Rara vez la conquista siguió a la actividad de asentamiento (por ejemplo, en partes del Imperio Romano, en Irlanda o en Argelia). La India, en cambio, es el ejemplo clásico de dominio colonial moderno sin colonización.

- La red de bases es una forma especial de expansión marítima en la que se forman centros comerciales protegidos militarmente. Por regla general, de ellos no emana ninguna colonización del interior ni ninguna toma de tierras militar a gran escala (la expansión del poder inglés desde Bombay, Madrás y Calcuta es una excepción). El objetivo es asegurar la hegemonía comercial. Ejemplos de ello son las bases comerciales de la República de Génova en la Edad Media, los puestos comerciales de Portugal en Goa, Macao, Malaca y Mozambique y los puestos holandeses en Batavia, Ceilán, Nagasaki. En el siglo XVIII, la importancia de las bases comerciales pasó a tener funciones geopolíticas y militares. Las bases inglesas de ultramar se convirtieron en bases navales (después de 1839 Adén, después de 1801 Alejandría con Suez, desde 1766 Bermudas, desde 1730 Gibraltar, después de 1814 Ciudad del Cabo, desde 1814 Malta). Además, estaban las "colonias portuarias" (Grünfeld) Singapur y Hong Kong. Son los que más han sobrevivido.

## Territorios no autónomos

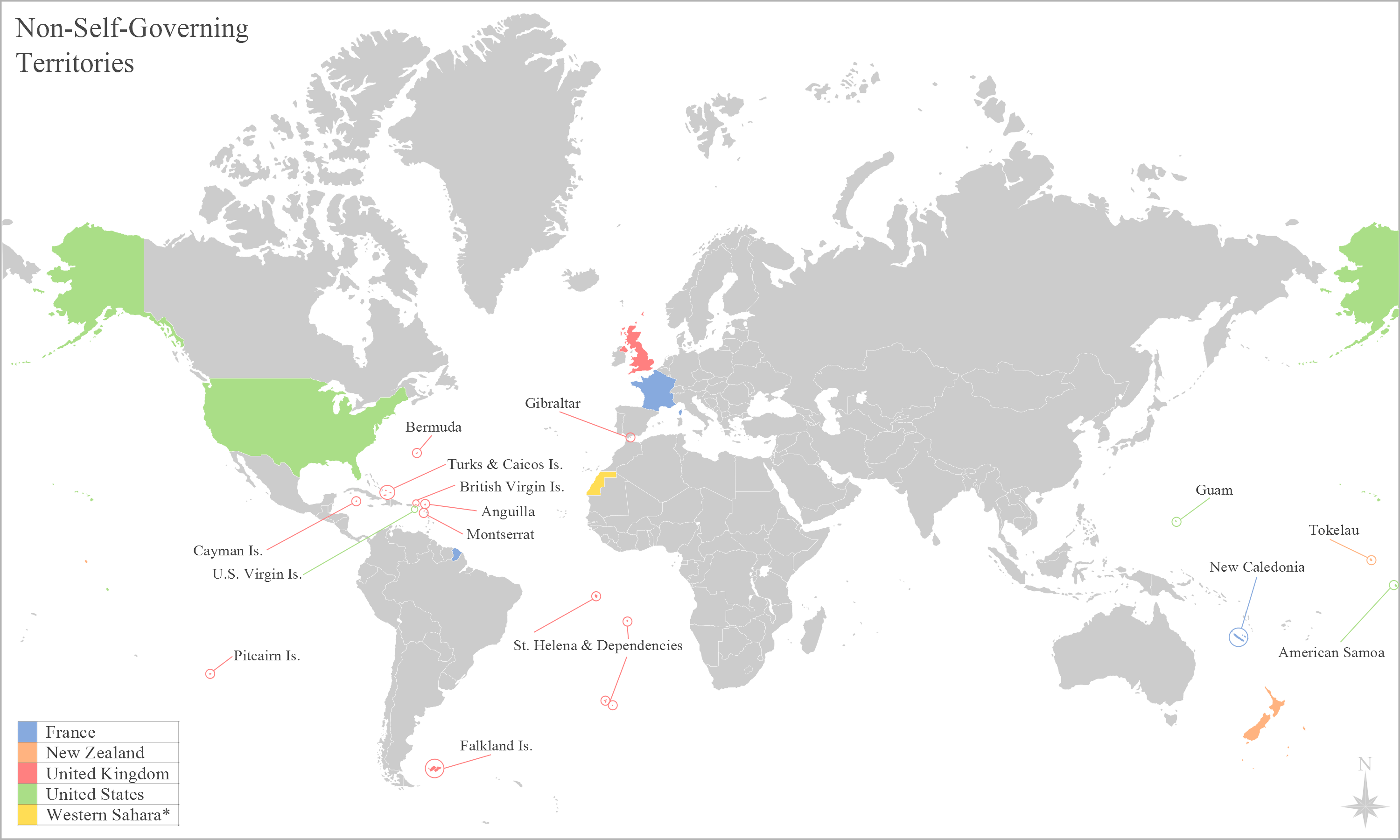
Territorios no autónomos de las Naciones Unidas

En 2017 el Comité de Descolonización de las Naciones Unidas considera que hay diecisiete territorios no autónomos (nombre moderno para referirse a las colonias) a ser descolonizados: Anguila, Bermudas, Gibraltar, Guam, Islas Caimán, Islas Malvinas, Islas Turcas y Caicos, Islas Vírgenes Británicas, Islas Vírgenes de los Estados Unidos, Montserrat, Nueva Caledonia, Polinesia Francesa, islas Pitcairn, Sáhara Occidental, Samoa Americana, Santa Helena y Tokelau.
Las potencias que aún controlan territorios no autónomos son:
- Reino Unido (10): Anguila, Bermudas, Gibraltar, Islas Caimán, Islas Malvinas, Islas Turcas y Caicos, Islas Vírgenes Británicas, Montserrat, Islas Pitcairn, Santa Elena

- Estados Unidos (3): Guam, Islas Vírgenes de los Estados Unidos y Samoa Americana.
- Francia (2): Nueva Caledonia y Polinesia Francesa
- Territorios transferidos: 
  - España a Marruecos y Mauritania (1): en 1976 España transfirió la administración del Sahara Occidental a Marruecos y Mauritania, pero las Naciones Unidas no han reconocido ese acto.[9]
  - Reino Unido a Nueva Zelanda (1): En 1948 el Reino Unido transfirió la soberanía de Tokelau a Nueva Zelanda, acto no reconocido por las Naciones Unidas.